# Ladinien
Stratigraphie
Anisien Carnien
Trias supérieur
Le Ladinien (~242 – ~237 Ma) est le deuxième étage géologique du Trias moyen, précédé par l'Anisien dans l'échelle des temps géologiques et suivi par le Carnien,.

## Stratigraphie
| Système                                            | Série     | Étage         | Age (Ma)    |
| -------------------------------------------------- | --------- | ------------- | ----------- |
| Jurassique                                         | Inférieur | Hettangien    | plus récent |
| Trias                                              | Supérieur | Rhétien       | 201.3–208.5 |
| Trias                                              | Supérieur | Norien        | 208.5–~228  |
| Trias                                              | Supérieur | Carnien       | ~228–~235   |
| Trias                                              | Moyen     | Ladinien      | ~235–~242   |
| Trias                                              | Moyen     | Anisien       | ~242–247.2  |
| Trias                                              | Inférieur | Olénékien     | 247.2–251.2 |
| Trias                                              | Inférieur | Indusien      | 251.2–252.2 |
| Permien                                            | Lopingien | Changhsingien | plus ancien |
| Subdivision du Trias selon l'IUGS, (Juillet 2012). |           |               |             |

Le Ladinien a été défini par le géologue autrichien Alexander Bittner en 1892. Le nom de cet étage fait référence aux Ladins, habitants de la région des Dolomites en Italie.
La base de l'étage (limite Anisien-Ladinien) est définie par la première apparition de l'espèce d'ammonite Eoprotrachyceras curionii ou par la première apparition du conodonte Budurovignathus praehungaricus. Le point stratotypique mondial (Global Stratotype Section and Point (GSSP)) du Ladinien est un affleurement situé dans le lit de la rivière Caffaro à Bagolino dans la province de Brescia en Italie (45° 49′ 09,5″ N, 10° 28′ 15,5″ E),. La limite Ladinien-Carnien est définie par la première apparition de l'ammonite Daxatina canadensis.

## Paléontologie
Les vertébrés de cet étage comprennent notamment les Spondylosoma et les Dicynodontes.

### Dinosauromorphes
- Lagerpeton (Argentine)
- Lagosuchus

### †Placodontes
- Cyamodus
- Paraplacodus

### †Therapsida
- Exaeretodon

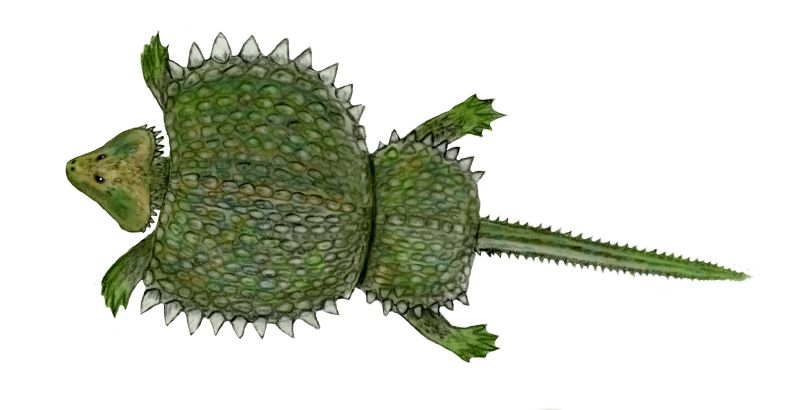
Cyamodus
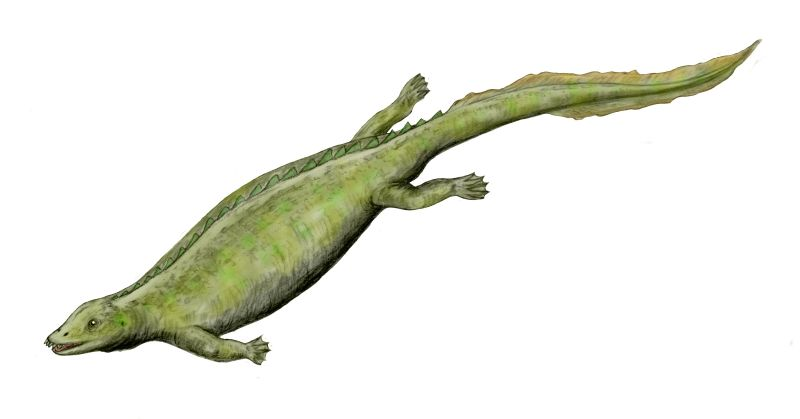
Paraplacodus
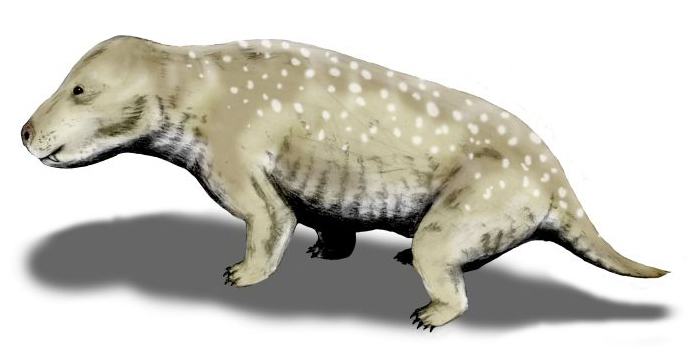
Exaeretodon